# Лино, Эрлин
Эрли́н Эрна́н Ли́но Плу́ас (исп. Herlin Hernán Lino Plúas ; родился 6 февраля 1997 года в Бабаойо, Эквадор) — эквадорский футболист, вингер клуба «Барселона».

## Клубная карьера

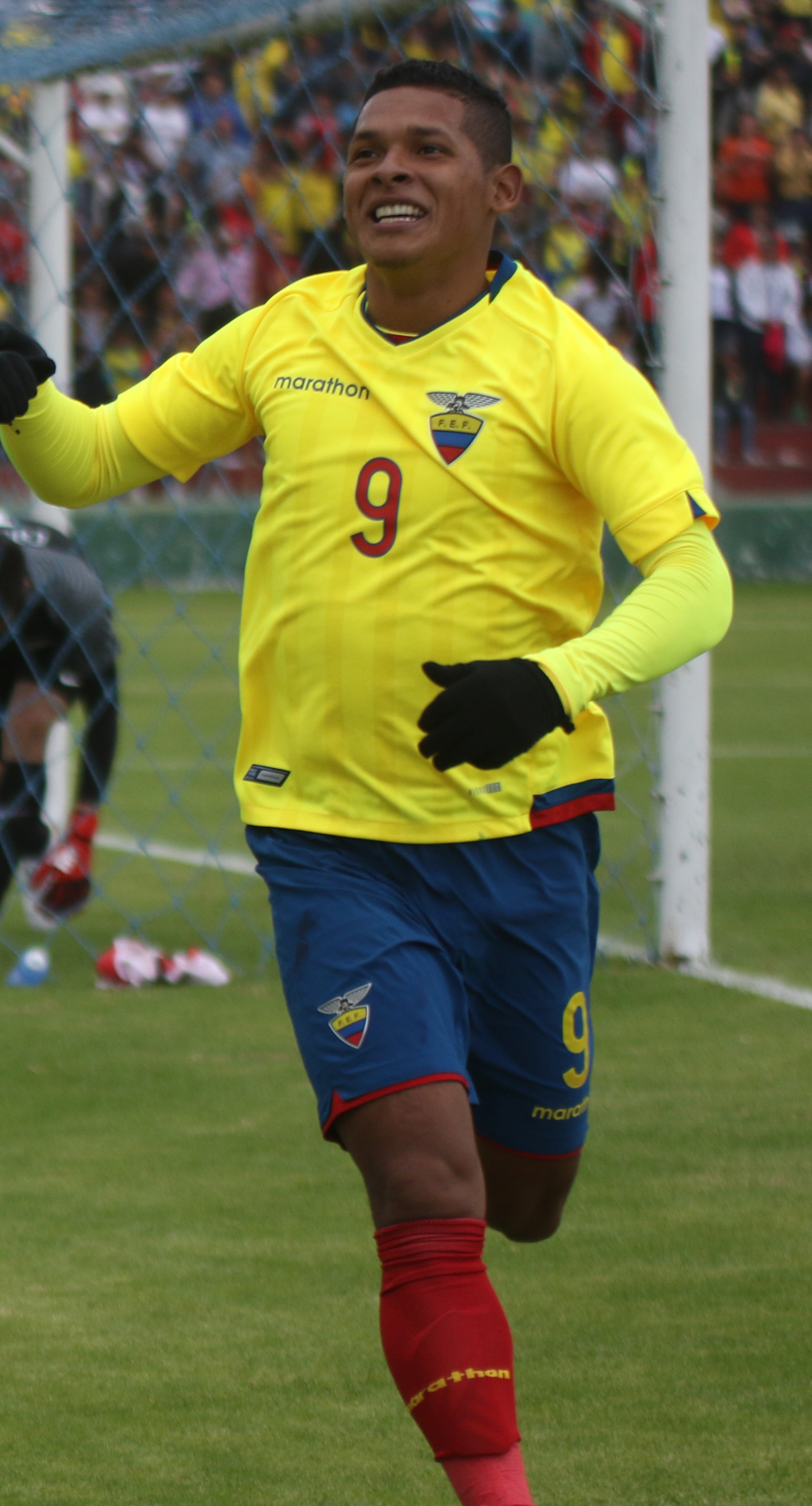
Лино в составе молодёжной сборной Эквадора

Лино — воспитанник клуба «Барселона». 4 июля 2015 года в матче против «Ривер Эквадор» он дебютировал в эквадорской Примере. В 2016 году Эрлин помог клубу выиграть чемпионат.

## Международная карьера
В 2017 года Лино в составе молодёжной сборной Эквадора завоевал серебряные медали домашнего молодёжного чемпионата Южной Америки. На турнире он сыграл в матчах против команд Чили, Парагвая, Венесуэлы, Уругвая, Аргентина, а также дважды Колумбии и Бразилии. В поединках против уругвайцев и парагвайцев Эрлин забил по голу.
В том же году Лино принял участие в молодёжном чемпионате мира в Южной Корее. На турнире он сыграл в матчах против команд США, Саудовской Аравии и Сенегала. В поединке против американцев Эрлин забил гол.

## Достижения
«Барселона» (Гуаякиль)
- Чемпионат Эквадора по футболу — 2016

 Эквадор (до 20)
- Чемпионат Южной Америки по футболу среди молодёжных команд — 2017